# Ectrepesthoneura yasamatsui
Ectrepesthoneura yasamatsui är en tvåvingeart som beskrevs av Mitsuhiro Sasakawa 1961. Ectrepesthoneura yasamatsui ingår i släktet Ectrepesthoneura och familjen svampmyggor. Inga underarter finns listade i Catalogue of Life.